# Arlington (Teksas)
Arlington – miasto w Stanach Zjednoczonych w stanie Teksas, w hrabstwie Tarrant, w konurbacji Dallas–Fort Worth. Według spisu z 2020 roku liczy 394,3 tys. mieszkańców.
Ośrodek naukowy, handlowy oraz przemysłowy w sektorze m.in. lotniczym, elektronicznym i samochodowym.

## Położenie
Miasto położone jest pomiędzy Dallas, Grand Prairie i Fort Worth w południowej części Stanów Zjednoczonych, ok. 140 km na południe od granicy stanu Oklahoma. 

## Historia
Pierwszymi osadnikami w rejonie byli Indianie Kaddo, którzy w wyniku sporów z białymi osadnikam zostali zmuszeni do dalszej wędrówki. W 1843 roku Republika Teksasu podpisała traktakt pokojowy z plemionami indiańskimi w Arlington.
Miasto zostało założone w 1876 roku i nazwane na cześć domu Roberta E. Lee.

## Demografia

### Etniczność
Pod względem etnicznym w 2019 roku w Arlington, dominowała ludność rasy białej (59,9%), następnie rasy czarnej (22,7%) w tym: Latynosi i Hiszpanie (38,6%), Azjaci (6,6%) oraz Indianie Ameryki Północnej (0,5%).

### Liczba ludności
Do wzrostu liczby ludności po 1950 roku, przyczynił się rozwój przemysłu w Arlington.

## Zabytki i atrakcje turystyczne
- Vandergriff Building (1927)
- Muzeum Sztuki (ang. Arlington Museum of Art) (1989)
- Teatr w Arlington
- Six Flags – park rozrywki
- Jezioro Arlington (przy granicy administracyjnej miasta)

## Uczelnie
- University of Texas at Arlington (1895)
- Arlington Baptist College (1939)

## Sport

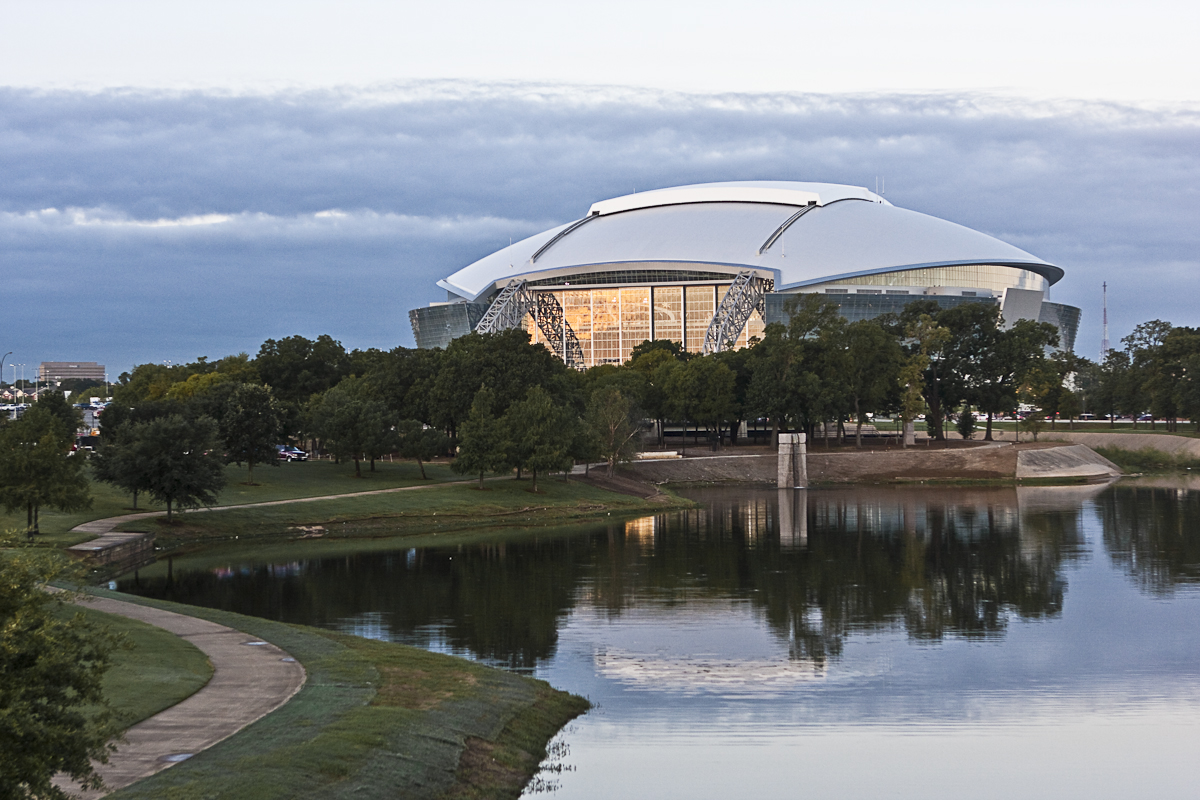
Cowboys Stadium

| Dyscyplina | Nazwa/klub    |
| ---------- | ------------- |
| Baseball   | Texas Rangers |
| Koszykówka | Dallas Wings  |

## Miasta partnerskie
Współpraca międzynarodowa:
- Niemcy: Bad Königshofen im Grabfeld (1951)